# Europa Universalis
Europa Universalis (EU), och uppföljarna Europa Universalis II ("EU2"), Europa Universalis III samt Europa Universalis IV, är datorspel skapade av Paradox Entertainment. Det första spelet baseras på ett tidigare existerande brädspel.
Spelaren tar i spelet på sig rollen som en av Europas stormakter, och spelet sträcker sig från slutet av medeltiden till början av industrialismen. Under den här tiden är det spelarens uppgift att skapa ett så framgångsrikt rike som möjligt, genom diplomati, krig, kolonisering av Nya världen etc.
Spelet är ett realtidsbaserat strategispel, dock går det när som helst att pausa för att utföra order i lugn och ro, vilket gör det likt ett turbaserat spel.
Den största skillnaden mellan ettan och tvåan är att tvåan utspelar sig under en längre tidsrymd. Medan det första spelet tar sitt avstamp vid Christofer Columbus upptäckt av Amerika 1492 går 300 år framåt, för att avslutas mitt i franska revolutionen 1792, börjar det andra spelet redan 1419 och slutar först 400 år senare, då Napoleonkrigen är över och industrialismen så sakta börjar ta vid 1819.
Paradox Interactive gav ut Europa Universalis III den 26 januari 2007 i Sverige och den 23 januari i Nordamerika. I denna instans av Universalis kan man för första gången använda sig av 3D-grafik likt den i Totalwar-serien och Civilization. Detta spel utspelar sig mellan 1453 och 1792.
Uppföljaren Europa Universalis IV släpptes den 13 augusti 2013, med förbättrad grafik, smartare artificiell intelligens och integrerat flerspelarspelstöd via Steam.
Andra spel från Paradox Interactive, som grundar sig på i princip samma idé:
- Crusader Kings - Behandlar Europa under tiden 1066-1453. Det finns sedan möjlighet att fortsätta spela ett sparat spel från detta spel i EU2.
- Victoria - An Empire Under the Sun - Utspelar sig 1836-1920 och behandlar 1800-talets industrialism och första världskriget.
- Victoria: Revolutions - En expansion till det första Victoria-spelet, som bland annat utsträcker dess tidsram till 1936, så att man sedan kan fortsätta detta spel i Hearts of Iron II: Doomsday.
- Hearts of Iron - Utspelar sig 1936-1945 och handlar om andra världskriget
- Hearts of Iron II - En vidareutveckling av det första spelet inom samma tidsram.
- Hearts of Iron II: Doomsday - En fristående expansion av det andra spelet, som utspelar sig under åren 1936-1953 och behandlar andra världskriget, men även ett fiktivt tredje världskrig.
- Hearts of Iron II: Armageddon - En expansion till Doomsday, som tar spelet fram till 1964.

Med hjälp av ett privatproducerat konverteringsprogram kan man även fortsätta att spela EU2-spel i Victoria (och då börja detta spel där det förra slutade, 1819/1820), vilket alltså gör det möjligt att genom de fyra spelen Crusader Kings, Europa Universalis II, Victoria - An Empire Under the Sun och Hearts of Iron II: Armageddon spela sig igenom ett europeiskt lands något modifierade historia från 1066 till 1964.